# سلطان (مغني)
سلطان (بالفرنسية: Sultan)‏ هو مغني فرنسي، ولد في 24 أبريل 1987 في ورود فونتيناي أوكس في فرنسا.

## وصلات خارجية
- سلطان على موقع ميوزك برينز (الإنجليزية)
- سلطان على موقع ديسكوغز (الإنجليزية)